# 孔家坊乡
孔家坊乡，是中华人民共和国湖北省黄冈市英山县下辖的一个乡镇级行政单位。

## 行政区划
孔家坊乡下辖以下地区：
孔家坊村、王家畈村、狮子坳村、新屋咀村、竹坳亭村、八仙畈村、难作堰村、樊家冲村、新铺村、四顾墩村、林家冲村、闻家冲村、皋令山村、余家冲村、郝家山村、陈家塆村、陈家河村、杨家坪村、棕树塆村、汪家铺村和郑家冲村。